# Luigny
Luigny és un municipi francès, situat al departament de l'Eure i Loir i a la regió de Centre – Vall del Loira. L'any 2007 tenia 397 habitants.

## Demografia

### Població
El 2007 la població de fet de Luigny era de 397 persones. Hi havia 160 famílies, de les quals 44 eren unipersonals (12 homes vivint sols i 32 dones vivint soles), 64 parelles sense fills i 52 parelles amb fills.
La població ha evolucionat segons el següent gràfic:
Habitants censats

### Habitatges
El 2007 hi havia 257 habitatges, 166 eren l'habitatge principal de la família, 72 eren segones residències i 19 estaven desocupats. 255 eren cases i 1 era un apartament. Dels 166 habitatges principals, 128 estaven ocupats pels seus propietaris, 30 estaven llogats i ocupats pels llogaters i 8 estaven cedits a títol gratuït; 1 tenia una cambra, 15 en tenien dues, 34 en tenien tres, 48 en tenien quatre i 69 en tenien cinc o més. 125 habitatges disposaven pel capbaix d'una plaça de pàrquing. A 72 habitatges hi havia un automòbil i a 73 n'hi havia dos o més.

### Piràmide de població
La piràmide de població per edats i sexe el 2009 era:
| Homes | Edats   | Dones |
| ----- | ------- | ----- |
| 0     | 95 o +  | 0     |
| 4     | 90 a 94 | 0     |
| 8     | 85 a 89 | 0     |
| 0     | 80 a 84 | 0     |
| 8     | 75 a 79 | 16    |
| 12    | 70 a 74 | 4     |
| 16    | 65 a 69 | 16    |
| 16    | 60 a 64 | 20    |
| 16    | 55 a 59 | 4     |
| 8     | 50 a 54 | 20    |
| 20    | 45 a 49 | 12    |
| 4     | 40 a 44 | 8     |
| 8     | 35 a 39 | 12    |
| 16    | 30 a 34 | 4     |
| 12    | 25 a 29 | 16    |
| 12    | 20 a 24 | 12    |
| 8     | 15 a 19 | 12    |
| 16    | 10 a 14 | 8     |
| 12    | 5 a 9   | 0     |
| 8     | 0 a 4   | 12    |

## Economia
El 2007 la població en edat de treballar era de 230 persones, 167 eren actives i 63 eren inactives. De les 167 persones actives 137 estaven ocupades (80 homes i 57 dones) i 31 estaven aturades (11 homes i 20 dones). De les 63 persones inactives 18 estaven jubilades, 15 estaven estudiant i 30 estaven classificades com a «altres inactius».

### Ingressos
El 2009 a Luigny hi havia 182 unitats fiscals que integraven 419 persones, la mediana anual d'ingressos fiscals per persona era de 16.016 €.

### Activitats econòmiques
Dels 28 establiments que hi havia el 2007, 3 eren d'empreses extractives, 3 d'empreses de fabricació d'altres productes industrials, 7 d'empreses de construcció, 7 d'empreses de comerç i reparació d'automòbils, 1 d'una empresa d'hostatgeria i restauració, 2 d'empreses financeres, 2 d'empreses immobiliàries i 3 d'empreses de serveis.
Dels 10 establiments de servei als particulars que hi havia el 2009, 1 era una oficina bancària, 1 taller de reparació d'automòbils i de material agrícola, 1 paleta, 1 fusteria, 3 lampisteries, 1 electricista, 1 restaurant i 1 agència immobiliària.
Dels 4 establiments comercials que hi havia el 2009, 1 era una botiga de menys de 120 m², 1 una botiga de congelats, 1 una botiga de material de revestiment de parets i terra i 1 una joieria.
L'any 2000 a Luigny hi havia 20 explotacions agrícoles que ocupaven un total de 1.032 hectàrees.

## Equipaments sanitaris i escolars
El 2009 hi havia una escola elemental integrada dins d'un grup escolar amb les comunes properes formant una escola dispersa.

## Poblacions més properes
El següent diagrama mostra les poblacions més properes.